# Natalie Whitford Uhl
Natalie Whitford Uhl (1919-2017,) était une botaniste américaine, spécialisée dans les palmiers. Elle était experte en systématique et écologie des palmiers néotropicaux et en floristique amazonienne et guyanaise.
Aînée de trois sœurs, elle a grandi dans une ferme du Rhode Island .  Elle passe son Baccalauréat du Rhode Island State College en 1940 , publiant deux articles, la même année, sur la morphologie générale des plantes avec Vernon Cheadle, son maitre de stage de dernière année ,. En 1940, elle rentre à l'Université Cornell,  passant sa maîtrise en 1943,  et son doctorat en 1947 . À Cornell, elle a rencontré et épousé son mari, Charles Uhl, abandonnant, dans un premier temps, la botanique pour fonder une famille. 
Son travail sur les palmiers a commencé en 1963,  quand elle est revenue à Cornell pour travailler avec Harold E. Moore, qui était aussi le rédacteur en chef de Principes, le journal qui est devenu plus tard Palms (journal de l'International Palm Society, <IPS>) . Elle a publié son premier article en tant qu'auteure unique en 1966, sur la morphologie des inflorescences de palmiers. En 1978, avec John Dransfield, elle devient éditeur associé de Principes , puis coéditeurs en 1980 après le décès de Harold E. Moore. C'est avec son collègue John, qu'elle termine le travail important de Harold E. MOORE sur la première Classification des Palmiers, "Genera Palmarum" en 1987 , communément appelé GP1 . C'est avec John Dransfield, William J. Baker,  Conny B. Asmussen, Madeline M. Harley et Carl E. Lewis, qu'elle publiera GP2 en 2008 Genera Palmarum: The Evolution and Classification of Palms.  Elle a continué à co-éditer le journal Palms jusqu'en 2016. 
En 2002, elle a remporté le prix Asa Gray,  décerné par l' American Society of Plant Taxonomists "pour des réalisations exceptionnelles pertinentes aux objectifs de la société".

## Noms publiés
En tant que taxonomiste, Natalie  Uhl a décrit douze nouvelles espèces, toutes en conjonction avec d'autres taxonomistes du palmier. Elle a décrit pour la première fois deux espèces en collaboration avec Dransfield en 1984; tous les deux ont décrit une autre espèce deux ans plus tard.  Elle a publié neuf nouvelles espèces en 1990, en collaboration avec Donald Robert Hodel - ce sont tous des palmiers nains du sud de l'Amérique centrale du genre Chamaedorea . Avec Dransfield, et dans un cas Anthony Kyle Irvine, elle a également publié une poignée de recombinaisons, déplaçant notamment le monotypique africain Wissmannia carinensis vers la Livistona d' Asie de l'Est et d'Australie.Avec la publication de leur livre de classification  Genera Palmarum en 1987, avec John Dransfield, ils ont officiellement décrit un certain nombre de nouveaux taxons infragénériques proposés dans des articles de 1986 à 1988.  Elle est également reconnue comme faisant partie d'une grande équipe qui a séquencé le code génétique à travers les Arecaceae, et en 2005 a créé quelques taxons supérieurs pour reclasser la taxonomie infragénérique. Son prénom a été commémoré avec l'espèce de palmier Aphandra natalia.
- Halmoorea trispatha J.Dransf. et N.W.Uhl (1984)
- Marojejya darianii J.Dransf. et N.W.Uhl (1984)
- Ravenea moorei J.Dransf. et N.W.Uhl (1986)
- Chamaedorea correae Hodel et N.W.Uhl (1990)
- Chamaedorea guntheriana Hodel et N.W.Uhl (1990)
- Chamaedorea palmeriana Hodel et N.W.Uhl (1990)
- Chamaedorea pedunculata Hodel et N.W.Uhl (1990)
- Chamaedorea robertii Hodel et N.W.Uhl (1990)
- Chamaedorea sullivaniorum Hodel et N.W.Uhl (1990)
- Chamaedorea undulatifolia Hodel et N.W.Uhl (1990)
- Chamaedorea vistae Hodel et N.W.Uhl (1990)
- Chamaedorea whitelockiana Hodel et N.W.Uhl (1990)

## Œuvres choisies
- Moore, H.E.Jr. & Uhl, N.W. (1984). The indigenous palms of New Caledonia. Lawai, Kauai, Hawaii, Pacific Tropical Botanical Garden.

- Natalie W. Uhl, , John Dransfield, Harold Emery Moore 1987 Genera Palmarum: a classification of palms based on the work of Harold E. Moore, Jr Ed. L.H. Bailey Hortorium. 610 pp.  (ISBN 0-935868-30-5)

- Dransfield, J., Uhl, N.W., et. al. (2008). Genera Palmarum: evolution and classification of palms. Second edition. Kew Publishing.